# Daniele Orsato
Daniele Orsato (* 23. listopadu 1975, Montecchio Maggiore, Vicenza, Benátsko, Itálie) je italský fotbalový rozhodčí.

## Kariéra
Kariéru odstartoval v roce 2000, kdy začal pískat nižší italské soutěže. Po deseti letech, v roce 2010, se dostal do nejvyšší soutěže Serie A a téhož roku se stal i členem FIFA.
Ze začátku pískal mládežnické zápasy a také několik kvalifikačních zápasů na Mistrovství světa 2014. Ještě předtím se zúčastnil svého prvního turnaje, kterým bylo Euro 2012.
Dne 1. července 2018 byl Orsato jmenován videorozhodčím pro zápas osmifinále Mistrovství světa 2018 mezi Chorvatskem a Dánskem.
Dne 12. února 2019 pískal Orsato první zápas osmifinále Ligy mistrů 2018/19 mezi Manchesterem United a PSG. V žádném zápase nerozdal více karet než v tomto. Celkově udělil 10 žlutých karet (6 pro Manchester a 4 pro PSG) a jednu červenou, když v 89. minutě vyloučil Paula Pogbu.
Jeho první odpískané finále v evropských soutěžích bylo finále Ligy mistrů 2019/2020 mezi PSG a Bayernem Mnichov.
V roce 2020 byl Orsato oceněn organizací IFFHS jako nejlepší rozhodčí daného kalendářního roku.
V roce 2022 byl nominován na Mistrovství světa ve fotbale 2022, jako jeden z 36 rozhodčích. Na něm odpískal hned úvodní zápas mezi Katarem a Ekvádorem (0:2), a rozdal šest žlutých karet, z toho čtyři pro Katar, a dvě pro Ekvádor.
V dubnu 2024 byl vybrán jako rozhodčí na UEFA Euro 2024.

## Soudcovaná utkaní na MS 2022
| Fáze               | Datum              | Tým 1     | Skóre | Tým 2   |         |   |
| ------------------ | ------------------ | --------- | ----- | ------- | ------- | - |
| Základní skupina A | 20. listopadu 2022 | Katar     | 0 : 2 | Ekvádor | 6 (4+2) | 0 |
| Základní skupina C | 26. listopadu 2022 | Argentina | 2 : 0 | Mexiko  | 5 (1+4) | 0 |